# Friederike Mayröckerová

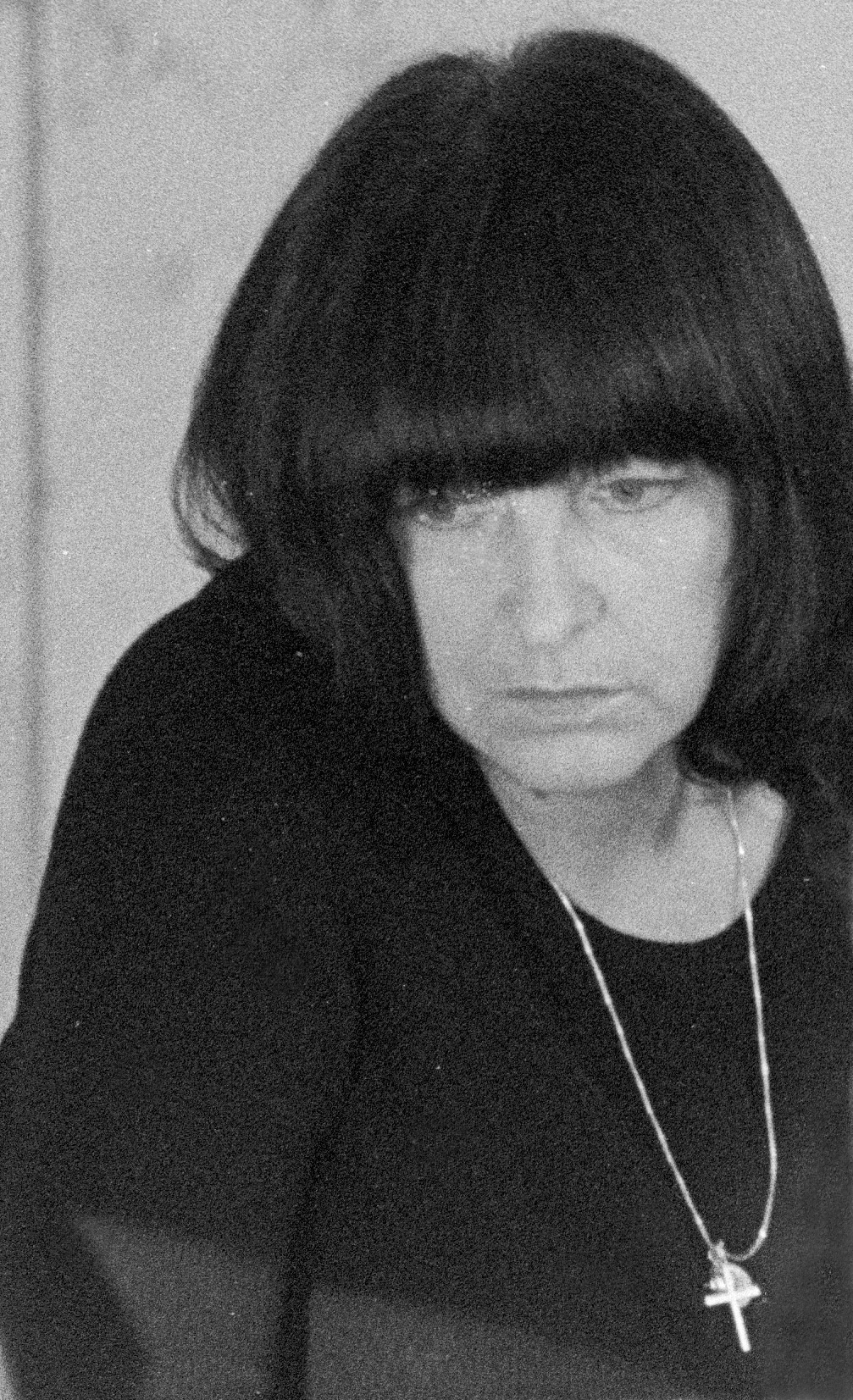
Friederike Mayröckerová (1974)

Friederike Mayröckerová (nepřechýleně Mayröcker; 20. prosince 1924 Vídeň – 4. června 2021 tamtéž) byla rakouská básnířka. V roce 2001 se stala laureátkou Ceny Georga Büchnera. V roce 2016 se stala premiérovou vítězkou Rakouské knižní ceny.

## Biografie
Narodila se ve Vídni jako dcera učitele (ředitele školy) a modistky. Podle jiných zdrojů její matka vyráběla panenky. Od roku 1942 sloužila jako pomocnice u Luftwaffe. Vystudovala anglickou filologii. Od roku 1946 vyučovala jako lektorka angličtiny ve Vídni, maturitní zkoušku složila v kontextu druhé světové války až v roce 1950. Od roku 1951 žije v témže bytě ve Vídni, který je plný knih, papírků a poznámek. Pěstěný chaos bytu mnohokrát popsala v rozhovorech i vlastních textech. V letech 1952-1955 byla provdána za Georga Heindla. Roku 1954 se setkala s tehdy ještě neznámým rakouským básníkem a dramatikem Ernstem Jandlem, svým budoucím životním i tvůrčím partnerem.
První básně publikovala už roku 1946 ve vídeňském avantgardním časopise Pan.
Od roku 1969 je spisovatelkou na volné noze.
Roku 1972 podnikla společně s E. Jandlem cestu do USA spjatou s přednáškovým cyklem.
Roku 1988 byl ve Vídeňské městské a zemské knihovně (Wiener Stadt- und Landesbibliothek) zřízen Archiv Friederike Mayröckerové (Friederike-Mayröcker-Archiv).
Zemřela ve Vídni 4. června 2021 ve věku 96 let.

## Ocenění
- 1964 – Cena Theodora Körnera (Theodor-Körner-Preis)
- 1968 – Rozhlasová cena válečných slepců (Hörspielpreis der Kriegsblinden), společně s Ernstem Jandlem za rozhlasovou hru Fünf Mann Menschen
- 1975 – Rakouské ocenění za literaturu (Österreichischer Würdigungspreis für Literatur)
- 1976 – Cena města Vídně (Preis der Stadt Wien)
- 1977 – Cena Georga Trakla (Georg-Trakl-Preis)[6], společně s Reinerem Kunzem
- 1982 – Cena Antona Wildganse (Anton-Wildgans-Preis)
- 1982 – Roswithina pamětní medaile města Bad Gandersheim (Roswitha-Gedenkmedaille der Stadt Bad Gandersheim)
- 1982 – Velká rakouská státní cena za literaturu (Großer Österreichischer Staatspreis für Literatur)
- 1985 – Cena literárního magazínu stanice Südwestfunk (Preis des Literaturmagazins des Südwestfunks)
- 1985 – Čestná medaile spolkového města Vídně (Ehrenmedaille der Bundeshauptstadt Wien in Gold)
- 1987 – Rakouské čestné vyznamenání za vědu a umění (Österreichisches Ehrenzeichen für Wissenschaft und Kunst)
- 1989 – Cena Hanse Ericha Nossacka německého průmyslu (Hans-Erich-Nossack-Preis der Deutschen Industrie)
- 1993 – Cena Friedricha Hölderlina (Friedrich-Hölderlin-Preis)
- 1993 – Cena časopisu manuskripte
- 1996 – Velká literární cena Bavorské akademie krásných umění (Großer Literaturpreis der Bayerischen Akademie der Schönen Künste)
- 1996 – Básnická cena Else Lasker-Schüler (Else-Lasker-Schüler-Lyrikpreis)
- 1997 – Drosteové cena města Meersburgu (Droste-Preis der Stadt Meersburg)
- 1997 – Cena za rozhlasovou hru ORF (ORF-Hörspielpreis)
- 1997 – America-Awards-Preis
- 2000 – Cena Christiana Wagnera (Christian-Wagner-Preis)
- 2001 – Cena Georga Büchnera (Georg-Büchner-Preis)
- 2001 – Cena Karla Sczuky (Karl-Sczuka-Preis)
- 2004 – Čestný prsten města Vídně (Ehrenring der Stadt Wien)
- 2008 – Cena kritiků za rozhlasovou hru ORF (Hörspiel-Kritikerpreis des ORF)
- 2009 – Cena Hermanna Lenze (Hermann-Lenz-Preis)
- 2010 – Cena Horsta Bieneka za poezii (Horst-Bienek-Preis für Lyrik)
- 2010 – Cena Petera Huchela (Peter-Huchel-Preis)
- 2011 – Literární cena města Brémy (Bremer Literaturpreis) za ich bin in der Anstalt. Fusznoten zu einem nichtgeschriebenen Werk[11]
- 2014 – Knižní cena rakouské hospodářské komory (Buchpreis der Wiener Wirtschaft)
- 2014 – Literární cena Johanna Beera (Johann-Beer-Literaturpreis)
- 2015 – Čestné občanství města Vídně (Ehrenbürgerschaft der Stadt Wien)
- 2016 – Rakouská knižní cena (Österreichischer Buchpreis) za fleurs[3]

## Fotogalerie

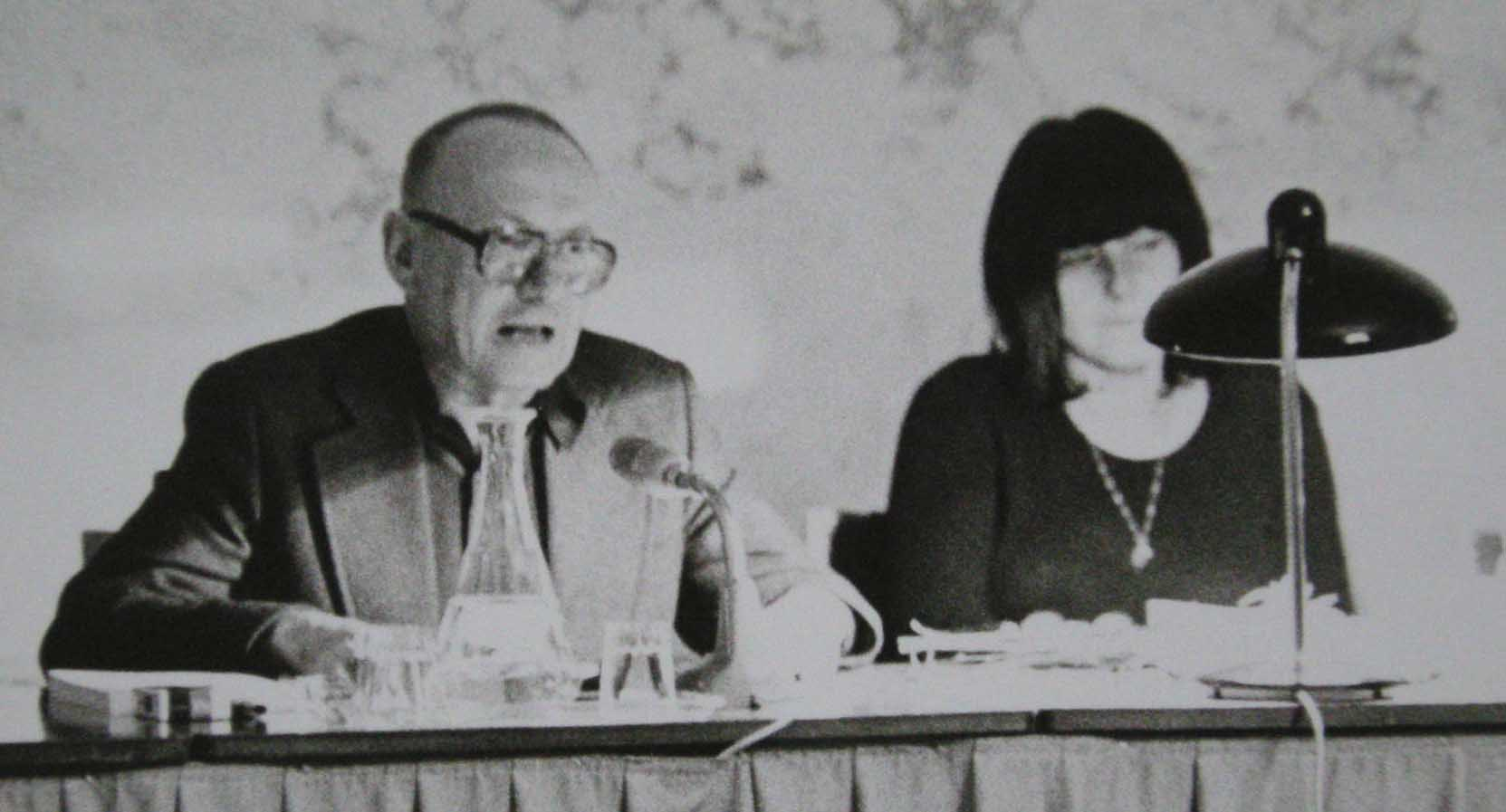
Ernst Jandl a Friederike Mayröckerová roku 1974 ve Vídni
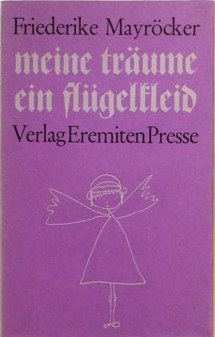
Mayröckerová, F. Meine Träume ein Flügelkleid (1974)
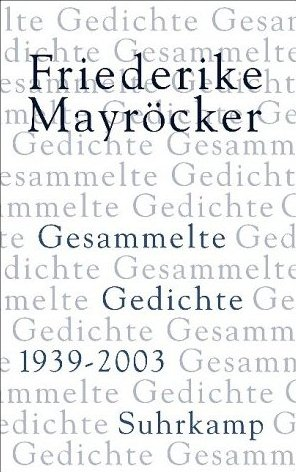
Mayröckerová, F. Gesammelte Gedichte 1939-2003 (výbor básní)
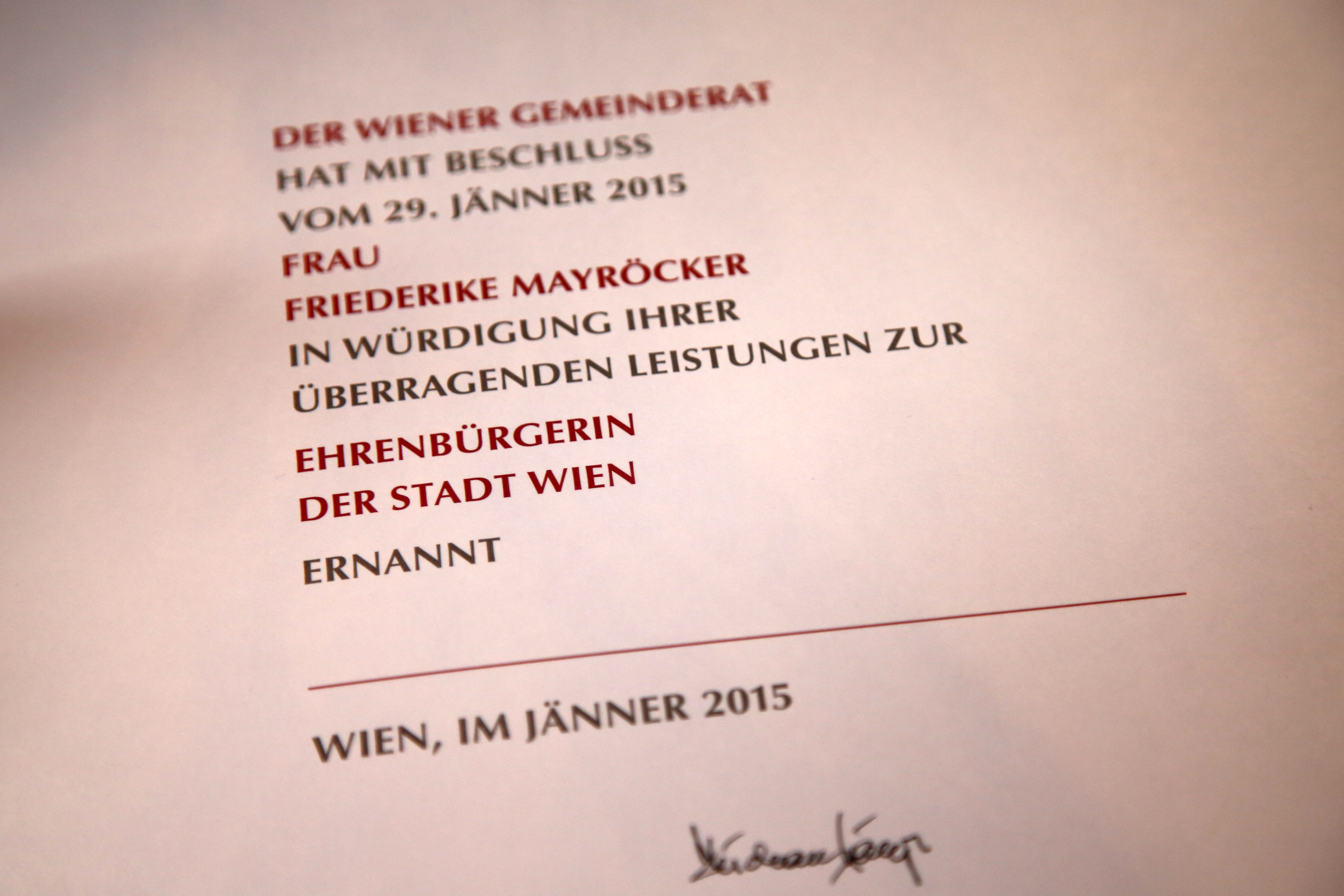
F. Mayröckerová, čestná občanka Vídně (2015)
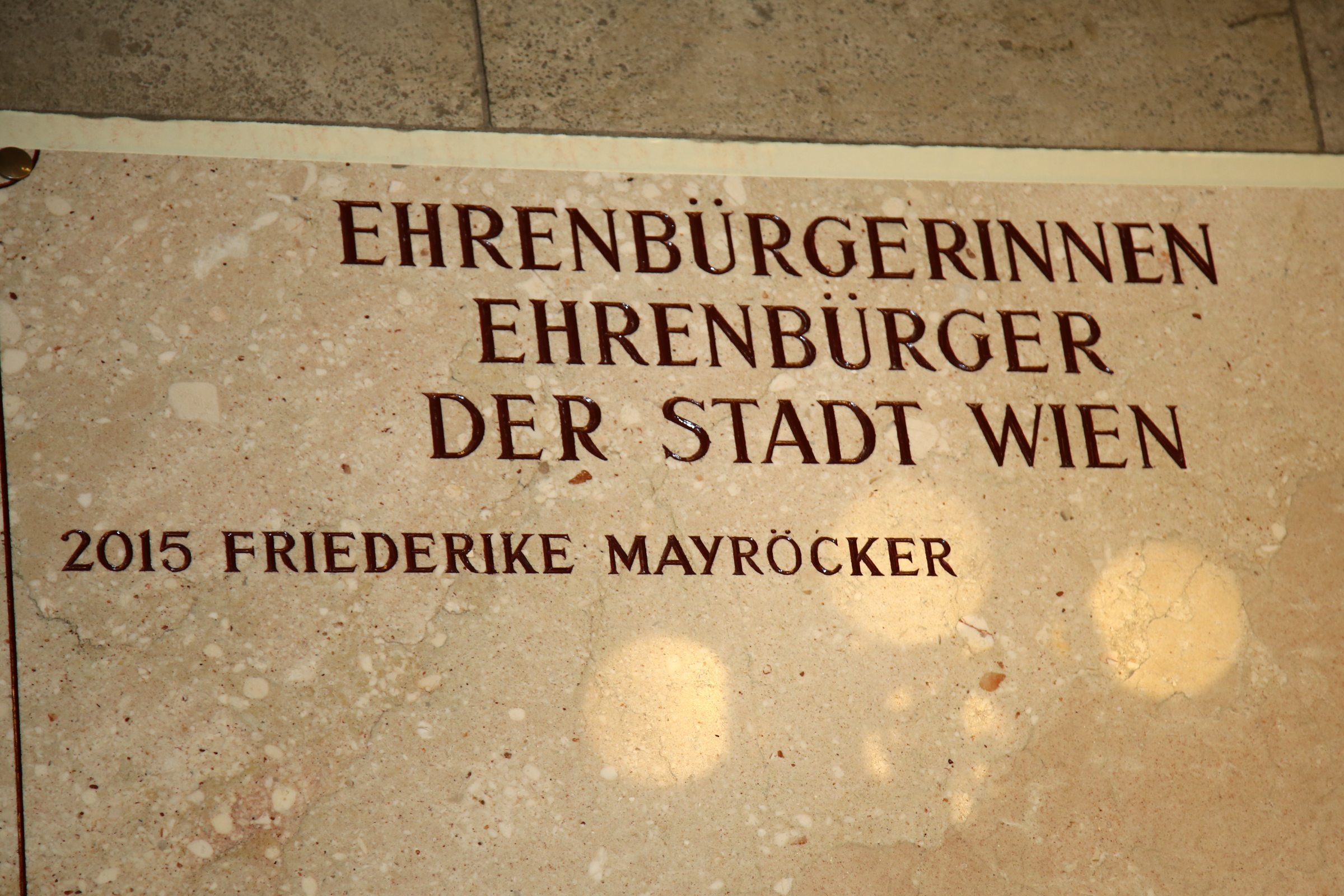
Pamětní deska věnovaná F. Mayröckerové, čestné občance Vídně (2015)

### Přehled děl v originále (výběr)
(řazeno chronologicky od nejstaršího po nejnovější)
- Larifari. Ein konfuses Buch (1956. Wien: Bergland, 1956) – krátká próza
- metaphorisch (metaforicky, 1965) – básně
- Tod durch Musen. Poetische Texte (Múzy nesou smrt, 1966. Reinbek: Rowohlt, 1966. Doslov: Eugen Gomringer)
- Sägespäne für mein Herzbluten (1967; rozšířené vydání 1973)
- Minimonsters Traumlexikon. Texte in Prosa (1968)
- In langsamen Blitzen (V pomalých blescích, 1974)
- Das Licht in der Landschaft (Světlo v krajině, 1975. 1. vyd. Frankfurt am Main: Suhrkamp Verlag, c1975. 137 S.)
- Fast ein Frühling des Markus M. (Téměř jaro Marka M., 1976)
- Heisze Hunde (1977)
- Heiligenanstalt (1978)
- Pegas das Pferd (1980) – literatura pro děti
- Die Abschiede (Loučení, 1980. 1. vyd. Frankfurt/M.: Suhrkamp, 1980)
- Gute Nacht, guten Morgen. Gedichte 1978–1981 (Dobrou noc, dobrý den. Básně z let 1978–1981, 1982. 1. vyd. Frankfurt am Main: Suhrkamp Verlag, 1982. 139 S.)
- Magische Blätter (Magické listy, 1983) – próza a básně
- Reise durch die Nacht (Cesta nocí, 1984. 1. vyd. Berlin : Volk und Welt, 1986. 131 S.) – próza
- Rosengarten (Růžová zahrada, 1985) – próza
- Das Herzzerreißende der Dinge (1985. 1. vyd. Frankfurt am Main: Suhrkamp Verlag, c1985. 164 S.) – próza
- Das Jahr Schnee. Eine Auswahl mit Zeichnungen der Autorin und einem Essay von Ernst Jandl (1985. 1. vyd. Berlin: Volk und Welt, 1985. 390 S. Doslov: Heidrun Loeper)
- Winterglück. Gedichte 1981-1985 (Zimní štěstí, 1986. 1. vyd. Frankfurt am Main: Suhrkamp Verlag, c1986. 136 S.) – básně
- mein Herz mein Zimmer mein Name" (mé srdce můj pokoj mé jméno, 1988) – próza
- Das besessene Alter (1993) – básně
- den Fliegenschrank aufgebrochen (1995)
- Notizen auf einem Kamel (1996) – básně
- brütt oder die seufzenden Gärten (1998) – román
- Requiem für Ernst Jandl (č. Rekviem za Ernsta Jandla, 2001) – básně
- Magische Blätter I-V (2001) – próza
- Gesammelte Prosa (Sebraná próza, 2001)
- Mein Arbeitstirol (2003) – básně
- Gesammelte Gedichte 1939-2003 (Sebrané básně z let 1939–2003, 2004, sest. Marcel Beyer. )
- Und ich schüttelte einen Liebling (2005) – próza
- Magische Blätter VI (2007)
- Paloma (2008)
- Scardanelli (2009) – básně
- Jimi (2009)
- Dieses Jäckchen (nämlich) des Vogel Greif (Tento kabátek /totiž/ ptáka Noha, 2009) – básně
- ich bin in der Anstalt. Fusznoten zu einem nichtgeschriebenen Werk (2010) – próza
- Vom Umhalsen der Sperlingswand, oder 1 Schumannwahnsinn (2011) – próza
- Von den Umarmungen (2012) – básně
- ich sitze nur grausam da (2012) – próza
- études (studie, 2013. Berlin: Suhrkamp, 2013) – básně v próze
- cahier (sešit, 2014. Berlin: Suhrkamp, 2014)
- Gleich möchte ich mich auf deinem Bild niederlassen. Tagebuchaufzeichnungen und Texte 1983 bis 2014 (2014, společně s Linde Waber, sest. Christel a Matthias Fallensteinovi. Wien: Mandelbaum, 2014)
- fleurs (květy, 2016. Berlin: Suhrkamp, 2016)

### Divadelní hry
- NADA.NICHTS. Ein Konversationsstück (č. Nada.Nic, 1991, premiéra: Wiener Festwochen, Schauspielhaus Wien, 12. 6. 1991, režie: Reinhard F. Handl)

### Rozhlasové hry a adaptace
- Fünf Mann Menschen (1968, společně s Ernstem Jandlem)
- Der Gigant (1969, společně s E. Jandlem)
- Mövenpink, oder 12 Häuser (1969)
- Spaltungen (1970, společně s E. Jandlem)
- Gemeinsame Kindheit (1970, společně s E. Jandlem)
- Arie auf tönernen Füszen (1970)
- ANAMNESE, Erinnerung an eine Vorgeschichte (1970)
- Botschaften von Pitt (1970)
- LAND ART (1971)
- für vier (1971)
- Tischordnung (1971)
- message comes (1972)
- SCHWARMGESANG. Ein stereophones Albumblatt von Friederike Mayröcker, Heinz von Cramer, Johann Wolfgang von Goethe, Franz Schubert, Carl Maria von Weber, Friedrich Kind und Wolfgang Amadeus Mozart (1972, upravil Heinz von Cramer)
- Gefälle (1973)
- ein schatten am weg zur erde (1974)
- Der Tod und das Mädchen (1977)
- Fast ein Frühling des Markus M (1977, pro rozhlas upravila Traude Foresti)
- Bocca della verita (1977)
- Franz Schubert oder, Wetter-Zettelchen Wien (1978)
- So ein Schatten ist der Mensch (1982)
- Die Umarmung, nach Picasso (1986)
- Variantenverzeichnis, oder Abendempfindung an Laura (1988)
- Repetitionen, nach Max Ernst (1989)
- Nada.Nichts (1991)
- Obsession (1993, upravil Heinz von Cramer)
- Schubertnotizen, oder das unbestechliche Muster der Ekstase (1994)
- das zu Sehende, das zu Hörende. melodram (1997)
- dein Wort ist meines Fuszes Leuchte, též: Lied der Trennung (1999)
- Das Couvert der Vögel (2001)
- will nicht mehr weiden. Requiem für Ernst Jandl (2001)
- Die Kantate oder Gottes Augenstern bist Du (2003)
- Gertrude Stein hat die Luft gemalt (2005)
- Kabinett-Notizen. Nach James Joyce (2008)
- Gärten, Schnäbel, ein Mirakel, ein Monolog, ein Hörspiel (2008)

### České překlady
(řazeno chronologicky od nejstaršího po nejnovější)
- Kočkodan samota: výbor z poezie. 1. vyd. Praha: Odeon, 1984. 96 S. Vybrala a přeložila: Bohumila Grögerová [jako Bohumila Geussová], doslov: Hanuš Karlach
- Přes mříže mého srdce [básně], in: Magické kameny. Současná rakouská lyrika. 1. vyd. Praha: Československý spisovatel, 1993, s. 189-200. Výběr a překlad: Josef Suchý, doslov (k celé antologii): Herbert Zeman
  - básně Znáš moji fialkovou píseň, Slyšíš snad ještě něco, Můj perooký miláčku!, Litanie podle přírody, Přes mřížem mého srdce, Zlaté Demétřiny střevíčky, Výzva a Zvadne jak tráva
- Experimentální hry (s Ernstem Jandlem). 1. vyd. Praha: Fra, 2005. 191 S. Překlad: Jiří Adámek, výběr a předmluva: Martina Musilová, doslov: Zuzana Augustová
- Rekviem za Ernsta Jandla (Requiem für Ernst Jandl). 1. vyd. Červený Kostelec: Pavel Mervart, 2006. 49 S. Překlad: Bohumila Grögerová

časopisecky (výběr)
- Seznam variant...čili...Vjem večera pro Lauru, in: Světová literatura, roč. 36, č. 5/1991, s. 6-112. Překlad: Bohumila Grögerová
- Praha v říjnu, na Karlově mostě [báseň], in: Literární noviny, roč. 4, č. 40 (07.10.1993), s. 13. Překlad: Bohumila Grögerová. Dostupné online
- Stín slzy [básně], in: Tvar, č. 16/2016, s. 7. Vybrala a přeložila: Michaela Jacobsenová
  - básně co potřebuješ, životopis, zahleděná, to je ten starý rok bobtná a se Scardanellim